# 山德夫·狄瓦曼
山德夫·狄瓦曼（Somdev Devvarman，1985年2月13日—），印度男子職業網球運動員，2008年轉職業。他的雙親來自於印度的小州特里普拉邦。雖然出生在特里普拉邦，由於父親工作的關係，在他的童年，必須跟著父親的調任而移動。9歲時，他在金奈開始打網球，那裡是他成長的地方

## 外部連結
- 山德夫·狄瓦曼（英文/西班牙文）的官方資料
- 山德夫·狄瓦曼的國際網球總會 職業／青少年 官方資料（英文）
- 山德夫·狄瓦曼的官方資料（英文）